# Armen Dschigarchanjan

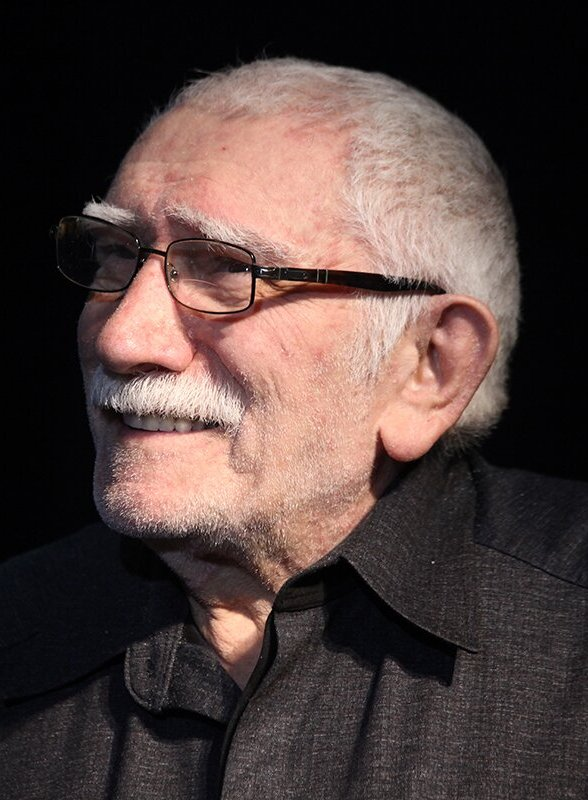
Armen Dschigarchanjan

Armen Dschigarchanjan (armenisch Արմեն Ջիգարխանյան, russisch Армен Борисович Джигарханян, englisch Armen Dzhigarkhanyan, französisch Armen Djigarkhanian; * 3. Oktober 1935 in Jerewan, Armenische SSR, Sowjetunion; † 14. November 2020 in Moskau, Russland) war ein sowjetischer bzw. russischer Schauspieler aus Armenien.

## Leben und Karriere
Bis 1958 absolvierte er eine Ausbildung zum Theaterschauspieler am Stanislawski-Theater in Jerewan und spielte dort ab 1955. Sein Filmdebüt hatte er 1960 in einer Produktion des Armenfilm-Studios, wo er auch 1968 eine seiner ersten herausragenden Filmrollen, Meister Mukutsch in Das Dreieck spielte. Zu seinen bemerkenswerten Rollen gehört auch die des Parteifunktionärs Styschni in Kleiner Kranich (1969). 1967 ging er ans Lenkom-Theater nach Moskau, 1969 ans Majakowski-Theater. Schon in der Sowjetunion war er ein vielbeschäftigter Darsteller (über 250 Filme); er erhielt nationale staatliche Auszeichnungen.
Einen weltweiten Erfolg hatte Armen Dschigarchanjan 1981 als ehemaliger Nazi-Killer Max Richard in Teheran 43 (deutscher Titel: Killer sind immer unterwegs). In seiner Rolle als fiktiver Attentäter auf Winston Churchill, Franklin D. Roosevelt und Josef Stalin hält er sich 37 Jahre später bei der jungen Pariserin Françoise (Claude Jade) versteckt. Ein Inspektor (Alain Delon) will ihn fassen, doch sowohl Max als auch der Inspektor werden von Terroristen getötet. Armen Dschigarchanjan spielte die Rolle überzeugend auf zwei Zeitebenen (1943 und 1980). Teheran 43 öffnete Dschigarchanjan den Weg ins westeuropäische Kino: Zu seinen letzten internationalen Kinorollen zählt der mafiöse Vater in Ligne de vie (1996).
2001 wurde ihm die Ehrenbürgerschaft der Stadt Jerewan verliehen.

## Filmografie (Auswahl)
- 1967: Das Dreieck (Треугольник)
- 1969: Kleiner Kranich (Журавушка)
- 1970: Die Möwe (Чайка)
- 1972: Sveaborg (Свеаборг)
- 1972: Der Vierte (Четвёртый)
- 1972: Die Männer (Мужчины)
- 1976: Herbst (Осень)
- 1978: Arewik (Аревик)
- 1979: Die schwarze Katze (Место встречи изменить нельзя)
- 1980: Dulcinea del Toboso (Дульсинея Тобосская)
- 1981: Teheran 43 (Тегеран-43)
- 1982: Niccolò Paganini (Никколо Паганини)
- 1988: Die Physiker (Физики)
- 1988: Die Stadt Zero (Город Зеро)
- 1989: Das Sternbild des Ziegentur (Созвездие Козлотура)
- 1990: Made in USSR (Сделано в СССР)
- 1991: Der Zarenmörder (Zareubijza, The Assassin of the Tsar)
- 1992: Der Scharfschütze (Снайпер)
- 1992: Die Dämonen (Бесы)
- 1994: Der Zauberer der Smaragdenstadt (Волшебник Изумрудного города)
- 1996: Ligne de vie (Линия жизни)
- 1996: Der Revisor (Ревизор)